# Lee Hong-nae
Lee Hong-nae (en hangul, 이홍내), es un modelo y actor surcoreano.

## Carrera
Es miembro de la agencia L'July Entertainment (엘줄라이엔터테인먼트).
En 2019 se unió al elenco recurrente de la serie Catch the Ghost donde dio vida a Goo Dong-man, un miembro del grupo "Grasshopper".
En abril de 2020 se unió al elenco recurrente de la serie The King: The Eternal Monarch, donde interpretó a Seok Ho-pil, el vice-capitán de la guardia del Emperador Lee Gon (Lee Min-ho), la cual está bajo el mando del guardaespaldas Jo Young (Woo Do-hwan), hasta el final de la serie el 12 de junio del mismo año.
En noviembre del mismo año se unió al elenco recurrente de la serie The Uncanny Counter (también conocida commo "Amazing Rumor") donde interpretó a Ji Chung-shin, un joven hombre poseído por un demonio, hasta el final de la primera temporada de la serie en enero de 2021.
A finales de octubre de 2021 se unirá al elenco de la serie Inspector Koo (también conocida como "A Wonderful Sight" o "Sightseeing"), donde dará vida a Geon-wook, un hombre quien aunque parece duro en realidad es una persona amigable que siempre apoya a Song Yi-kyung (Kim Hye-jun), a quien considera como a una hermana.

## Filmografía

### Series de televisión
| Año     | Título                                       | Personaje     | Notas                      | Ref.          |
| ------- | -------------------------------------------- | ------------- | -------------------------- | ------------- |
| 2015    | Webtoon Hero - Tundra Show                   | -             |                            |               |
| 2016    | Drama Special Season 7: The Legendary Lackey | -             | 1 episodio                 |               |
| 2017    | Save Me                                      | -             |                            |               |
| 2019    | Trap                                         | -             |                            |               |
| 2019    | Catch the Ghost                              | Goo Dong-man  |                            |               |
| 2020    | The King: The Eternal Monarch                | Seok Ho-pil   |                            |               |
| 2020-21 | The Uncanny Counter                          | Ji Chung-shin |                            | [ 9 ]         |
| 2021    | Inspector Koo                                | Geon-wook     |                            | [ 10 ] [ 11 ] |
| 2023    | Nam-soon, una chica superfuerte              | Bingbing      | Aparición especial, ep. 16 | [ 12 ]        |

### Películas
| Año  | Título                          | Personaje            | Notas                                                                                               | Ref.   |
| ---- | ------------------------------- | -------------------- | --------------------------------------------------------------------------------------------------- | ------ |
| 2015 | Gifted                          | Amigo de Yeon-woo    | junto a Kim Beom-joon, Bae Jeong-hwa, Jeon Bum-soo, Jo Jae-ryong y Han Kyu-won                      |        |
| 2018 | Marionette                      | Amigo de Se-jeong    | Kim Hee-won, Lee Yoo-young, Lee Je-yeon, Lee Hak-joo, Oh Ha-nee y Kim Da-mi                         |        |
| 2018 | High Society                    | Interno              | junto a Park Hae-il, Soo Ae, Yoon Je-moon, Ra Mi-ran y Lee Jin-wook                                 |        |
| 2018 | Door Lock                       | Oficial de Policía   | junto a Gong Hyo-jin, Kim Ye-won, Kim Sung-oh, Jo Bok-rae, Lee Ga-sub, Lee Chun-hee y Yun Jong-seok |        |
| 2019 | My Punch-Drunk Boxer            | Entrenador           | junto a Lee Hye-ri, Lee Hye-ri, Kim Hee-won y Choi Joon-young                                       |        |
| 2019 | Tazza: One Eyed Jack            | Guardaespaldas       | junto a Park Jung-min, Ryoo Seung-bum, Choi Yu-hwa, Woo Hyun, Yoon Je-moon y Lee Kwang-soo          |        |
| 2019 | The Divine Move 2: The Wrathful | "Wild Dog"           | junto a Kwon Sang-woo, Kim Hee-won, Kim Sung-kyun, Woo Do-hwan y Heo Sung-tae                       |        |
| 2020 | The Golden Holiday              | Guardia de Patrick   | junto a Kwak Do-Won, Kim Dae-myung, Shin Dong-mi, Kim Sang-ho y Yoo Jin-woo                         |        |
| 2020 | Intruder                        | Oficial Desaparecido | junto a Song Ji-hyo, Kim Mu-yeol, Ye Su-jeong, Choi Sang-hoon, Lee Je-yeon y Lee Hae-woon           |        |
| 2021 | Made in Rooftop                 | Sky                  | junto a Jung Hwi, Lee Jung-eun y Kwak Min-gyoo                                                      | [ 13 ] |
| 2021 | Spiritwalker (유체이탈자)       | -                    | junto a Yoon Kye-sang, Park Yong-woo, Lim Ji-yeon y Yoo Seung-mok                                   |        |
| 2021 | Hot Blooded (뜨거운 피)         | Soldado              | junto a Jung Woo, Kim Kap-soo, Choi Moo-sung y Yoon Ji-hye                                          |        |
| 2022 | Project Wolf Hunting            | Piercing             | junto a Seo In-guk, Jang Dong-yoon, Park Ho-san y Jung So-min                                       | [ 14 ] |

### Aparición en videos musicales
| Año  | Artistas        | Canción          | Ref.          |
| ---- | --------------- | ---------------- | ------------- |
| 2017 | BTS x Seo Taiji | "Come Back Home" | [ 15 ] [ 16 ] |

### Anuncios
| Año  | Título            | Notas             |
| ---- | ----------------- | ----------------- |
| 2019 | ETIQA Airway Mask | junto a Kim Da-mi |

## Premios y nominaciones
| Año  | Premio                                               | Categoría                  | Trabajo         | Resultado | Ref.          |
| ---- | ---------------------------------------------------- | -------------------------- | --------------- | --------- | ------------- |
| 2021 | Brand Customer Loyalty Award                         | Male Actor – Scene-Stealer | -               | Ganador   | [ 17 ] [ 18 ] |
| 2021 | 41st Annual Korean Association of Film Critics Award | Best New Actor             | Made in Rooftop | Ganador   | [ 19 ]        |
| 2022 | 58th Baeksang Arts Award                             | Best New Actor             | Hot Blooded     | Ganador   | [ 20 ]        |